# Erna Brand
Erna Brand (* 19. Juli 1895 in Ligist; † 31. Oktober 1984) war eine deutsche Musikwissenschaftlerin.

## Schaffen
Erna Brand (auch Brand-Seltei), eine der wenigen Musikwissenschaftlerinnen ihrer Zeit, erwarb sich Verdienste bei der Erforschung der Geschichte der Gesangskunst, insbesondere von Sängerinnen. Sie war die Großnichte der ungarischen Sängerin Aglaja Orgeni, der ersten Professorin am Dresdner Konservatorium, über die sie 1931 eine Biografie verfasste. Ein weiterer Arbeitsschwerpunkt war die Biographie des Komponisten Max Reger.

## Schriften
- Aglaja Orgeni. Das Leben einer großen Sängerin. Beck, München 1931.
- Max Reger im Elternhaus. Langenmüller, München 1938.
- Max Reger. Jahre der Kindheit. Heinrichshofen, Wilhelmshaven 1968.
- Belcanto. Eine Kulturgeschichte der Gesangskunst. Heinrichshofen, Wilhelmshaven 1972.